# 封書
 封書 （ふうしょ）とは、封をした手紙。封状（ふうじょう）。英語ではa letter。

## 概要
封書ははがきと並ぶ手紙の一形態だが、はがきとは異なり、途中で他人が盗み見ることができないような工夫をして、受取人のみが内容を確認できるようにしたものである。
具体的には、便箋を折りたたんで蜜蝋で封をしたものや、封筒に便箋を入れたものがこれに該当する。